# 브리안 라우드루프
브리안 라우드루프(덴마크어: Brian Laudrup, 1969년 2월 22일, 오스트리아 빈 ~ )은 덴마크의 전 축구 선수로 선수 시절 공격형 미드필더로 활약했으며 친형인 미카엘 라우드루프와 함께 2004년 3월 FIFA 100에 지명되었다.
2010년 9월, 암 투병 중이라는 소식이 보도되었다.

## 수상

### 클럽
브뢴뷔 IF
- 덴마크 수페르리가 : 우승 (1987, 1988), 준우승 (1986, 1989)

 바이에른 뮌헨
- 독일 분데스리가 : 준우승 (1990-91)
- UEFA 챔피언스리그 : 4강 (1990-91)
- DFB-슈퍼컵 : 우승 (1990)

 AC 밀란
- 이탈리아 세리에 A : 우승 (1993-94)
- UEFA 챔피언스리그 : 우승 (1993-94)

 레인저스 FC
- 스코티시 프리미어십 : 우승 (1994-95, 1995-96, 1996-97), 준우승 (1997-98)
- 스코티시컵 : 우승 (1995-96), 준우승 (1997-98)
- 스코티시 리그컵 : 우승 (1996-97), 4강 (1995-96)

 첼시 FC
- UEFA 컵위너스컵 : 4강 (1998-99)
- UEFA 슈퍼컵 : 우승 (1998)

 AFC 아약스
- 요한 크라위프 스할 : 준우승 (1999)

### 국가대표팀
덴마크
- UEFA 유럽 축구 선수권 대회 : 우승 (1992)
- FIFA 컨페더레이션스컵 : 우승 (1995)

### 개인 수상
- 덴마크 올해의 선수 : 1989, 1992, 1995, 1997
- 키커지 선정 독일 분데스리가 올해의 팀 : 1989-90
- 키커지 선정 독일 분데스리가 최우수 공격수 2위 : 1989-90
- 키커지 선정 독일 분데스리가 최우수 공격수 : 1990-91
- 키커지 선정 독일 분데스리가 최우수 공격형 미드필더 : 1992
- UEFA 유럽 축구 선수권 대회 토너먼트 팀 : 1992
- FIFA 올해의 월드 플레이어 : 1992
- 발롱도르 : 1992 (6위), 1996 (28위), 1998 (23위)
- FIFA 컨페더레이션스컵 최우수 선수 : 1995
- 스코틀랜드 축구 협회 선정 올해의 축구 선수 : 1994-95, 1995-96
- 스코틀랜드 프로축구선수협회 선정 올해의 선수 : 1994-95
- FIFA 월드컵 올스타팀 : 1998
- FIFA 100 : 2004년 3월
- 덴마크 축구 명예의 전당
- 스코틀랜드 축구 명예의 전당
- 브뢴뷔 IF 명예의 벽
- 레인저스 FC 명예의 전당
- 국제축구역사통계연맹 올타임 덴마크 드림팀 : 2021